# Hayakita
Hayakita (早来町?, Hayakita-chō) era una cittadina nel Distretto di Yūfutsu, Sottoprefettura di Iburi, Hokkaidō, Giappone.
Il 27 marzo 2006 Hayakita fu unita con la cittadina di Oiwake, situata anch'essa nel Distretto di Yūfutsu, per formare la nuova cittadina di Abira.
Nel 2004, la città aveva una stima di 5.267 abitanti e una densità di 34.07 abitanti per km². La superficie totale era di 154.61 km².